# Ateşin Düştüğü Yer
Ateşin Düştüğü Yer é um filme de drama turco de 2012 dirigido e escrito por İsmail Güneş. Foi selecionado como representante da Turquia à edição do Oscar 2013, organizada pela Academia de Artes e Ciências Cinematográficas.

## Elenco
- Elifcan Ongurlar - Ayse
- Hakan Karahan - Osman
- Yesim Ceren Bozoglu - Hatice
- Serhan Süsler - Demir
- Abdullah Sekeroglu - Hüseyin
- Ozan Göksu Sayin - Seyit
- Dean Baykan - Denis